# Території районного підпорядкування

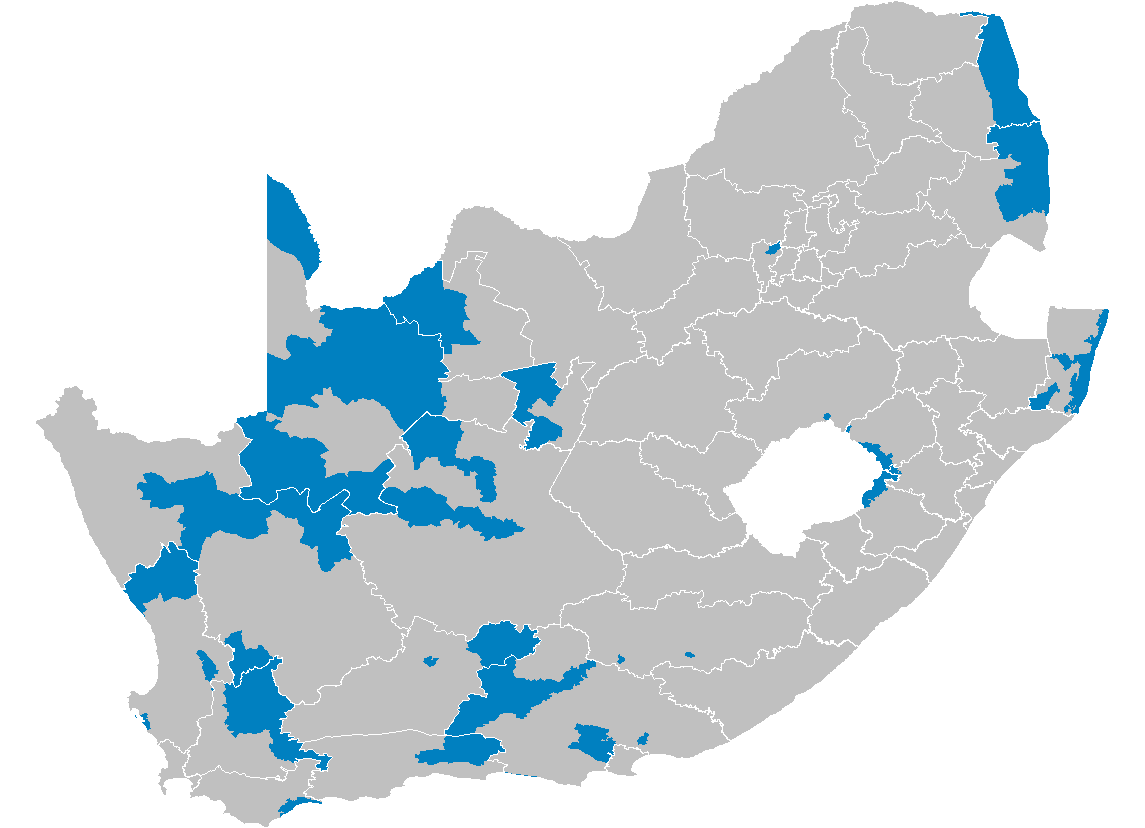
Території районного підпорядкування ПАР

Території районного підпорядкування (англ. District Management Areas) — це території ПАР, які підпорядковуються безпосередньо уряду района, не будучи частиною ніякого місцевого муніципалітету. Зазвичай це національні парки або (у західних частинах ПАР) віддалені території з дуже низькою щільністю населення.
Табляця показує кількість населення територій районного підпорядкування за 2007 рік.
| Код      | Назва            | Населення 2007 |
| -------- | ---------------- | -------------- |
| ECDMA10  | Какаду           | 5285           |
| ECDMA13  | Кріс Гані        | 89             |
| FSDMA19  | Табо Мофуцан'яне | 171            |
| GTDMA48  | Вест-Ранд        | 2918           |
| KZDMA22  | Умгунгундлову    | 12             |
| KZDMA23  | Утукела          | 512            |
| KZDMA27  | Умкан'якуде      | 10958          |
| KZDMA43  | Сісонке          | 814            |
| LIMDMA33 | Мопані           | 999            |
| MPDMA32  | Егланзені        | 2948           |
| NCDMA06  | Намаква          | 897            |
| NCDMA07  | Пікслі-ка-Семе   | 2116           |
| NCDMA08  | Сіянда           | 4882           |
| NCDMA09  | Франсес-Баард    | 2588           |
| NCDMA45  | Кґалаґаді        | 5597           |
| WCDMA01  | Вест-Коест       | 7199           |
| WCDMA02  | Кейп-Вайнлендс   | 5260           |
| WCDMA03  | Оверберґ         | 244            |
| WCDMA04  | Еден             | 11479          |
| WCDMA05  | Сентрал-Кароо    | 5609           |